# 205-й пикирующий бомбардировочный авиационный полк
205-й пикирующий бомбардировочный авиационный Ленинградский полк, он же 205-й бомбардировочный авиационный полк, 205-й скоростной бомбардировочный авиационный полк  — воинская часть вооружённых сил СССР в Великой Отечественной войне.

## История
Полк формировался с  25 июля по 19 ноября 1940 года на ст. Свирская, как 205-й скоростной бомбардировочный авиационный полк.
В составе действующей армии во время ВОВ c 22 июня 1941 по 5 сентября 1941, с 26 апреля 1942 по 12 мая 1942, с 26 июля 1942 по 21 сентября 1942 и с 29 ноября 1942 по 3 сентября 1942 года.
На 1 июня 1941 года базируется в Крестцах, имея в своём составе 16 самолётов СБ (в том числе, 3 неисправных).
Полк к началу боевых действий дислоцировался на аэродроме Сиверская в составе 5 АЭ, в количестве: пилотов — 61, стрелков бомбардиров — 83, стрелков-радистов — 74, инженеров — 3, техников и механиков авиационных — 139, младших авиаспециалистов — 127. Всего 487 человек. Самолетов СБ — 19. Полк был укомплектован преимущественно молодым летным и техническим составом, подготовленных в период учебы декабря 1940 и мая 1941 года. К началу военных действий весь полк мог выполнять боевые задания на средних высотах в составе эскадрильи и 16 экипажей в строю звена ночью, но из-за некомплекта матчасти самолетов, принять участие в боевых действиях смогли только 19 имевшихся в наличии исправных самолетов, плюс 5 самолетов поступило 18 июля и 2 самолета 6 августа.
Непосредственно к боевым действиям полк приступил 30 июня 1941 года с аэродрома Торосово. С 22.6.41  для скрытия матчасти был перебазирован с аэродрома Сиверская на аэродром Крестцы. За период с 30 июня по 16 августа было произведено 247 боевых самолёто-вылетов. Из них: 83 в направлении Северного фронта и 164 самолёто-вылетов в направлении Северо-Западного фронта. По целям: по колоннам танков — 78 самолёто-вылета; по скоплению войск и мотомех. частей — 137 самолёто-вылетов; по аэродромам, занимаемых противником — 18 самолёто-вылетов; по переправам — 3 самолёто-вылетов; артпозициям — 18 самолёто-вылетов. Боевой налет за июль месяц — 505 часов 13 минут, за август месяц — 66 часов 14 минут. Общий боевой налет — 571 час 27 минут.
С 30 июня 1941 года и до 5 сентября 1941 года совершает вылеты на бомбардировку войск противника, так 4 июля 1941 года ведёт бомбардировки в районе Острова.
C 14 сентября 1941 года по 22 февраля 1942 года выведен на восстановление, находился на аэродроме Петровск Саратовской области, был вооружён Пе-2.
Вновь поступил в действующую армию только в конце апреля 1942 года, очевидно для поддержки неудавшегося наступления советских войск на реке Западная Лица. Поскольку наступление советских войск провалилось в том числе и из-за плохой погоды, можно предположить что полк если действовал, то ограниченно.
В июле 1942 года вошёл в состав 285-й бомбардировочной дивизии, и начал действовать в районе Ржева до конца сентября 1942 года, после чего был отведён в резерв. С ноября 1942 года задействован в боях под Сталинградом, Миллерово, Ворошиловградом, с февраля 1943 года — в районе Малоархангельска, с марта 1943 — в районах Харькова, Белгорода.
С 1942 года на Пе-2 полка устанавливалась ракетная установка РО-82 для стрельбы назад с целью обороны от истребителей. И хотя нововведение получило отрицательные отзывы специалистов, тем не менее, какое-то количество самолётов в полку продолжало полёты с такой установкой.

Но экипажи 205 бап имели собственное мнение по этому вопросу. Они придавали большое значение «психологическому компоненту» эффективности, здраво рассудив, что несущиеся навстречу реактивные снаряды вряд ли прибавят немецким пилотам решимости продолжать атаки. Поэтому «пешки» из 205 бап (как и некоторых других авиаполков) до конца войны летали с реактивными снарядами на хвосте. — http://www.transport.ru/2_period/vvflota/96_6/exot.htm
В апреле 1943 года перелетел на Кавказ, действует над Новороссийском и Таманским полуостровом.
4 мая 1943 года находился на аэродроме Бабиче-Кореновский в Краснодарском крае. Приказом НКО № 207 от 04.05.43 г. присвоено собственное наименование 205-й Ленинградский бомбардировочный авиационный полк.
С 9 июля 1943 года перебазируется на Западный фронт и с 10 июля 1943 года базируется на аэродроме Кольцово в 30 километрах восточнее Калуги. Оттуда наносит удары в ходе сражения на Курской дуге, а затем и Орловской операции.
В сентябре 1943 года полк находился на аэродроме Умиленка Смоленской области (ныне Калужская область). 3 сентября 1943 года полк Приказом НКО СССР № 265 и Директивой Генштаба No. Орг/10/138919 от 4 сентября 1943 года был преобразован в 128-й гвардейский бомбардировочный авиационный полк.

## Подчинение
| Дата            | Фронт (округ)             | Армия                | Корпус                                  | Дивизия                                    | Примечания          |
| --------------- | ------------------------- | -------------------- | --------------------------------------- | ------------------------------------------ | ------------------- |
| 22.06.1941 года | Северный фронт            | 23-я армия           | -                                       | 41-я авиационная дивизия                   | -                   |
| 01.07.1941 года | Северный фронт            | 23-я армия           | -                                       | 41-я авиационная дивизия                   | -                   |
| 10.07.1941 года | Северный фронт            | 23-я армия           | -                                       | 41-я авиационная дивизия                   | -                   |
| 01.08.1941 года | Северный фронт            | -                    | -                                       | 41-я авиационная дивизия                   | -                   |
| 01.09.1941 года | Ленинградский фронт       | -                    | -                                       | 41-я авиационная дивизия                   | -                   |
| 01.10.1941 года | -                         | -                    | -                                       | -                                          | на переформировании |
| 01.11.1941 года | -                         | -                    | -                                       | -                                          | на переформировании |
| 01.12.1941 года | -                         | -                    | -                                       | -                                          | на переформировании |
| 01.01.1942 года | Приволжский военный округ | -                    | -                                       | -                                          | -                   |
| 01.02.1942 года | Приволжский военный округ | -                    | -                                       | -                                          | -                   |
| 01.03.1942 года | Приволжский военный округ | -                    | -                                       | -                                          | -                   |
| 01.04.1942 года | Приволжский военный округ | -                    | -                                       | -                                          | -                   |
| 01.05.1942 года | Карельский фронт          | -                    | -                                       | -                                          | -                   |
| 01.06.1942 года | Резерв Ставки ВГК         | -                    | -                                       | 2-я резервная авиационная бригада          | -                   |
| 01.07.1942 года | Резерв Ставки ВГК         | -                    | -                                       | 2-я резервная авиационная бригада          | -                   |
| 01.08.1942 года | Калининский фронт         | 3-я воздушная армия  | -                                       | 285-я бомбардировочная авиационная дивизия | -                   |
| 01.09.1942 года | Западный фронт            | 1-я воздушная армия  | -                                       | 285-я бомбардировочная авиационная дивизия | -                   |
| 01.10.1942 года | Резерв Ставки ВГК         | -                    | 1-й бомбардировочный авиационный корпус | 285-я бомбардировочная авиационная дивизия | -                   |
| 01.11.1942 года | Резерв Ставки ВГК         | -                    | 2-й бомбардировочный авиационный корпус | 285-я бомбардировочная авиационная дивизия | -                   |
| 01.12.1942 года | Ставка ВГК                | -                    | 2-й бомбардировочный авиационный корпус | 285-я бомбардировочная авиационная дивизия | -                   |
| 01.01.1943 года | Донской фронт             | 16-я воздушная армия | 2-й бомбардировочный авиационный корпус | 285-я бомбардировочная авиационная дивизия | -                   |
| 01.02.1943 года | Донской фронт             | 16-я воздушная армия | 2-й бомбардировочный авиационный корпус | 285-я бомбардировочная авиационная дивизия | -                   |
| 01.03.1943 года | Центральный фронт         | 16-я воздушная армия | 2-й бомбардировочный авиационный корпус | 285-я бомбардировочная авиационная дивизия | -                   |
| 01.04.1943 года | Воронежский фронт         | 2-я воздушная армия  | 2-й бомбардировочный авиационный корпус | 285-я бомбардировочная авиационная дивизия | -                   |
| 01.05.1943 года | Северо-Кавказский фронт   | 4-я воздушная армия  | 2-й бомбардировочный авиационный корпус | 285-я бомбардировочная авиационная дивизия | -                   |
| 01.06.1943 года | Северо-Кавказский фронт   | 4-я воздушная армия  | 2-й бомбардировочный авиационный корпус | 285-я бомбардировочная авиационная дивизия | -                   |
| 01.07.1943 года | Северо-Кавказский фронт   | 4-я воздушная армия  | 2-й бомбардировочный авиационный корпус | 285-я бомбардировочная авиационная дивизия | -                   |
| 01.08.1943 года | Западный фронт            | 1-я воздушная армия  | 2-й бомбардировочный авиационный корпус | 285-я бомбардировочная авиационная дивизия | -                   |
| 01.09.1943 года | Западный фронт            | 1-я воздушная армия  | 2-й бомбардировочный авиационный корпус | 285-я бомбардировочная авиационная дивизия | -                   |

## Командиры
- Горелов, Николай Яковлевич, майор, подполковник, погиб 15.09.1943

## Наименования
| Наименование    | Дата       | За что получена |
| --------------- | ---------- | --- |
| «Ленинградский» | 04.05.1943 | В ходе войны многие авиачасти и соединения военных воздушных сил Красной Армии показали образцы мужества и геройства в борьбе против фашистских захватчиков. Некоторые из них уже получили звания Гвардейских частей и соединений, а иx личный состав с гордостью носит нагрудные знаки Гвардии Советского Союза. В целях дальнейшего закрепления памяти о героических подвигах наших славных Сталинских соколов и создании традиций для поступающего в эти части молодого поколения. |